# Unbanked
unbanked株式会社（アンバンク、英: unbanked inc.）は、金地金の売買を取り扱う企業。
大阪取引所の取引参加者資格が取得不可能となったことから、2020年7月以降は事業規模を大幅に縮小した他、2021年4月30日限りで商品先物取引業を廃止した。

## 概要
1972年11月8日に「第一商品株式会社」と「高津商事株式会社」の新設合併にて大阪市にて設立。1972年以前は、2018年9月24日に他界し、他界するまで筆頭株主だった本田忠の吉原グループの傘下にいた。金地金の売買は1981年に開始。かつては経済産業省、農林水産省の許可を受けて農産物、原油、ガソリン、灯油の上場商品（商品先物取引）の受託を行っていた。
2024年7月1日付で商号を「UNBANKED株式会社」に変更し、2025年7月1日付で商号を「unbanked株式会社」に変更した。

## 2020年の不正会計と業務縮小
2020年3月10日に主務官庁の指摘により不正会計の調査を行う第三者委員会を立ち上げると発表し、2020年4月30日に調査結果を発表した。2015年3月～2019年10月に、役務提供の実態を伴わない広告宣伝費名目で支出された資金（約18億円）が、
- 破産更生債権（長期貸付金、12億円）の回収に偽装され還流していた
- 当該資金の残額（約6億円）は顧客の資金である顧客からの預り証拠金口座に入金されていたが、それに先立ち、顧客からの預り証拠金が第一商品の固定化営業債権（委託者未収入金）の回収偽装のために流用されていた

上記2点の不正会計が行われていた。役員や株主（2018年9月に他界）が関与しているが、調査報告書では名前は伏せられているので具体的に誰にお金が流れたかは伏せられている。
東京証券取引所は2020年7月11日に、過去の不適切会計やコンプライアンス欠如があるとして、第一商品株式を特設注意市場銘柄に指定した。経済産業省と農林水産省も、2019年12月3日から実施していた商品先物取引法に基づく立入検査の結果、商品先物取引法に基づく報告書に過大に計上した資産を計上し、その報告書を主務大臣に提出したとして、第一商品に対し、2020年8月17日から9月11日までの20営業日の間、商品先物取引業の業務停止処分を下した。
2020年7月27日付で、東京商品取引所貴金属市場、ゴム市場、農産物市場の取引銘柄が大阪取引所へ移管されたが、第一商品は過去の不適切会計により、大阪取引所の取引参加者資格を取得する事が不可能となったため、第一商品は同年5月28日に、商品先物取引業の一部（東京商品取引所貴金属市場、ゴム市場、農産物市場の取引銘柄）、名古屋支店、大阪支店を同年7月20日付で日産証券へ譲渡する事を発表。これに伴い、全国に10ある支店を同年7月17日に業務を終了して同年7月31日に閉鎖したほか、従業員の40%に当たる100人の早期退職者の募集や、日産証券への転籍などにより、従業員を約200名削減した。商品先物取引業の一部並びに新宿支店、名古屋支店、大阪支店は予定通り同年7月20日に日産証券へ譲渡された。各種情報サービスも同年7月までに終了した。
これにより第一商品は、営業収益の90%を占めていた貴金属先物市場の取引参加者資格を喪失した他、第一商品の2020年7月20日以降における業務は、本店の営業、東京商品取引所エネルギー市場並びに大阪堂島商品取引所における商品先物取引、本店における金地金の売買に事業規模が縮小された。
2021年4月30日限りで、商品先物取引業を廃止した。本店における金地金の売買業務も、同年7月1日付で子会社である第一プレミア証券へ譲渡された。
東京証券取引所は2021年9月27日に、特設注意市場銘柄の指定継続を決定した。東京証券取引所は2022年4月1日に、特設注意市場銘柄の指定を解除した。

## クラウドバンクとの資本業務提携

### 資本提携
2020年11月30日、第一商品は資本業務提携に基づき、クラウドバンクの発行済株式の11株を取得するとともに、クラウドバンクの6.75％の普通株式を所有するCB１号ファンドに対して第三者割当の方式により第一商品の新株式3,850,000株を割り当てることを決定した。

### 業務提携
両社の事業シナジーの創出及び新規事業の検討・開発・実施。

## 事業所
- 本社・本店 - 東京都渋谷区恵比寿1丁目18-14 恵比寿ファーストスクエア9階

### かつて存在した事業所
- 日産証券へ譲渡された店舗
  - 新宿支店 - 東京都新宿区歌舞伎町2-2-14 KSビル（譲渡後は新宿アイランドウイングへ移転）
  - 名古屋支店 - 愛知県名古屋市東区葵2-3-15
  - 大阪支店 - 大阪府大阪市中央区久太郎町3-5-13
- 2020年7月31日に閉鎖された店舗
  - 日本橋支店 - 東京都中央区日本橋茅場町3-7-6
  - 千葉支店 - 千葉県千葉市中央区新町17-13
  - 仙台支店 - 宮城県仙台市青葉区花京院1-1-5
  - 和歌山支店 - 和歌山県和歌山市六番丁43
  - 広島支店 - 広島県広島市中区西平塚町1-7
  - 高松支店 - 香川県高松市中野町29-2
  - 福岡支店 - 福岡県福岡市博多区店屋町1-31

## 沿革
- 1972年11月8日 - 大阪市にて設立
- 1976年7月 - 商品取引広報センターである「ピスク」を東京・大阪に開設
- 1980年6月 - 本社を東京都へ移転
- 1981年6月 - 金地金の売買業務を開始
- 1982年3月 - 東京金取引所（現：東京商品取引所）の商品取引員の資格を取得
- 1991年4月 - 日本商品先物取引協会に入会
- 1996年3月 - 株式を店頭公開（現：ジャスダック）
- 2007年8月 - 本社を渋谷区へ移転
- 2020年
  - 3月10日 - 不正会計の調査を行うと発表[8]
  - 4月30日 - 不正会計の調査結果を公表[5]
  - 5月25日 - OKプレミア証券を子会社化[23]。
  - 7月10日 - 全国に10ある支店における金地金の売買業務を終了[13]
  - 7月11日 - 東京証券取引所から特設注意市場銘柄の指定を受ける
  - 7月17日 - 全国に10ある支店における全業務を終了
  - 7月20日 - 商品先物取引業の一部（東京商品取引所貴金属市場、ゴム市場、農産物市場の取引銘柄）、新宿支店、名古屋支店、大阪支店を日産証券へ譲渡
  - 7月31日 - 全国に7ある支店を閉鎖
- 2021年
  - 4月30日 - 商品先物取引業を廃止[4]
  - 7月1日 - 本店における金地金の売買業務の一部を第一プレミア証券へ譲渡
  - 9月27日 - 東京証券取引所から特設注意市場銘柄の指定継続の決定を受ける[21]
- 2022年
  - 3月 - クラウドバンクを持分法適用会社化
  - 4月 - 東京証券取引所が特設注意市場銘柄の指定を解除[22]
  - 11月 - Kinka（BVD),Ltd、一般社団法人ゴールド基金及び合同会社ゴールド・マネジメントを設立
- 2023年
  - 1月 - 金と連動する暗号資産「Kinka」の販売開始
  - 6月 - PersonalCapital株式会社を子会社化
  - 12月 - 第一プレミア証券全株式をTRISTARS Consultingへ譲渡。第一プレミア証券が手掛けていた金地金の売買業務を第一商品へ移管[24]
- 2024年
  - 2月 - 暗号資産「Kinka」（ティッカーシンボル：XNK）暗号資産取引所CoinW Exchangeにリスティング
  - 3月 - 暗号資産「Kinka」（ティッカーシンボル：XNK）暗号資産取引所BitMartにリスティング
  - 4月 - 暗号資産「Kinka」（ティッカーシンボル：XNK）暗号資産取引所MEXCにリスティング
  - 4月 - 本社を渋谷区恵比寿へ移転
  - 7月1日 - 商号をUNBANKED株式会社に変更
- 2025年7月1日 - 商号をunbanked株式会社に変更

## 提供番組
- ニュースモーニングサテライト（テレビ東京）
- マネーの羅針盤（テレビ東京）